# Ione Cabrera
Ione Agoney Jiménez Cabrera (Las Palmas, 13 ottobre 1985) è un calciatore spagnolo, difensore del Trumau.

## Palmarès

### Individuale
- Miglior giocatore della Erste Liga: 1

2012-2013